# Edoardo Malusardi

Edoardo Antonio Malusardi (Lodi, 30 agosto 1889 – Torino, 29 giugno 1978) è stato un politico e sindacalista italiano esponente del Regime fascista.

## Biografia
Malusardi abbandona gli studi dopo la licenza elementare impiegandosi come operaio stuccatore, aderisce giovanissimo al movimento anarchico e si dedica all'agitazione sindacale e, a partire dal 1910, alla redazione di brevi articoli per la stampa libertaria.
Con lo scoppio della prima guerra mondiale passa all'Interventismo e si arruola volontario, venendo ripetutamente ferito. Partecipa alla battaglia della "Trincea delle Frasche (23 ott. 1915) dove viene ucciso Filippo Corridoni, negli anni successivi Malusardi sarà "tra gli iniziatori del mito corridoniano cui avrebbero attinto a più riprese sia il fascismo di Mussolini, sia il neofascismo post 1945"
Dopo la fine del conflitto partecipa alla fondazione dei Fasci italiani di combattimento in piazza San Sepolcro a Milano (23 marzo 1919) e prende parte alla Impresa di Fiume collaborando con Alceste de Ambris. Successivamente si impegna attivamente nel Sindacalismo fascista ricoprendo via via vari incarichi. Dal 1929 è deputato alla Camera e successivamente membro della Camera dei fasci e delle corporazioni.
Dopo l'8 settembre 1943 aderisce alla Repubblica sociale italiana e dopo la fine della guerra continua l'attività sindacale all'interno della Confederazione italiana sindacati nazionali dei lavoratori (CISNAL)